# Willardia
Willardia é um género botânico pertencente à família Fabaceae.

## Espécies
- Willardia argyrotricha
- Willardia eriophylla
- Willardia mexicana
- Willardia obovata
- Willardia parviflora
- Willardia schiedeana